# Socjologia religii
Socjologia religii – dział socjologii zajmujący się wierzeniami, praktykami i instytucjami religijnymi w ich kontekście społecznym. Socjologia religii zajmuje się wielorakim związkiem religii ze społeczeństwem, wzajemnymi wpływami na siebie. Bada też miejsce i funkcje religii w procesie społecznym oraz jej funkcjonowanie w różnych grupach społecznych.
Jest nauką dosyć młodą i dynamicznie się rozwijającą. Powstała na przełomie XIX i XX wieku, choć jej korzenie sięgają czasów oświecenia.

## Prekursorzy
Prekursorami socjologii religii byli:
Monteskiusz – zainicjował metodę funkcjonalną – łączenie praw z faktami życia społecznego. Uważał, że istnieje związek, między formami ustroju społecznego (orientalna tyrania, monarchia, republikanizm) z panującą w ich ramach religią.
Auguste Comte – zmiany w panujących światopoglądach były dla niego wskaźnikiem ogólnego postępu społeczeństwa. Wyróżnił w związku z tym trzy sposoby myślenia: teologiczny, metafizyczny i pozytywny – każdy dominuje w kolejnych fazach rozwoju ludzkości. Myślenie teologiczne charakteryzuje się tłumaczeniem zjawisk przy użyciu czynników nadprzyrodzonych. Faza teologiczna dzieli się na 1) okres fetyszyzmu (bałwochwalstwa), 2) politeizmu oraz 3) monoteizmu. W odróżnieniu od pisarzy francuskiego oświecenia Comte dostrzegał wiele zasług religii dla rozwoju ludzkości, choć przyznawał, że jej czas już mija.
Karl Marx o religii pisał niewiele, jednak w jego koncepcji religii, jako opium ludu zawarta jest pewna forma podtrzymywanej przez wielu do dziś „tezy kompensacyjnej”. Leniniści przerobili jednak to twierdzenie w koncepcję manipulacyjną: „religia jako opium dla ludu”.
Właściwym twórcą socjologii religii był Herbert Spencer, który zaczął uprawiać ją jako oddzielną subdyscyplinę socjologii. Odrębnie badał instytucje religijne (kościelne i nonkonformistyczne) w procesie ich rozwoju i wewnętrznego różnicowania się, oraz ewolucję wierzeń religijnych. Wiele uwagi poświęcił też wzajemnym relacjom między instytucjami religijnymi oraz politycznymi i militarnymi.
Obecnie jednak początki socjologii religii wywodzi się przede wszystkim od Émile’a Durkheima, który przedstawił własną koncepcję miejsca religii w społeczeństwie w oparciu o swą teorię kolektywnej (zbiorowej) świadomości (sumienia – conscience). Twierdził, że religia jest wytworem społecznym, niezależnym od jednostki, co więcej, że przedmiotem czci w każdej religii jest samo społeczeństwo. Intencją Durkheima było jak najszersze ujęcie zjawisk religijnych. Z tego powodu zaprezentował bardzo ogólną definicję religii. Obejmuje ona następujące elementy: (1) system wierzeń i praktyk odnoszących się do rzeczy świętych (sacrum) oraz (2) integracyjną funkcję religii polegającą na jednoczeniu wiernych we wspólnotę moralną, która reguluje zachowania jednostek. Durkheima nie interesuje treść wierzeń, np. odniesienie do bóstwa czy innych nadprzyrodzonych istot czy rzeczy, ale rola jaką wierzenia spełniają dla społeczeństwa. Podział na rzeczy święte (sacrum) i codzienne (profanum) istnieje w świadomości aktorów społecznych. Nacisk położony na jednoczącą rolę religii pozwala zaliczyć koncepcję Durkheima do nurtu strukturalno-funkcjonalnego.
Najbardziej wpływowym socjologiem religii pozostaje Max Weber, przede wszystkim dzięki zastosowaniu i przekształceniu materialistycznego punktu widzenia i analizie wzajemnych form oddziaływania religii i innych instytucji społecznych (zwłaszcza gospodarki, zob. Etyka protestancka a duch kapitalizmu). Weber stworzył również klasyfikację typów postaw religijnych. W ujęciu Webera jakakolwiek próba zdefiniowania religii przed podjęciem badań nie może przynieść pozytywnego rezultatu. Brak ścisłej definicji nie przeszkadzał uczonemu w podejmowaniu problematyki religijnej. Podstawowy punkt odniesienia stanowiła funkcja motywująca, jaką ma spełniać religia – religia jest taką siłą, która wpływa na proces rozwoju świadomości, postaw i przekonań ludzi wierzących i tym samym umożliwia przekształcanie różnych sfer świata społecznego (np. polityki, gospodarki, etyki).
Do najbardziej znanych współczesnych socjologów religii zaliczani są: Peter Berger, Thomas Luckmann, Niklas Luhmann i José Casanova.

## Artykuły, recenzje
- Izabela Taraszczuk: Walter Burkert i „Stwarzanie świętości. Ślady biologii we wczesnych wierzeniach religijnych”. [W:] Tomasz Jaworski, Marek Maciantowicz (red. nauk.): Lasy zielonogórskie na przestrzeni wieków. Kulturowa rola lasu w dziejach. Zielona Góra: Oficyna Wydawnicza Uniwersytetu Zielonogórskiego 2009 (Zielonogórskie Studia Łużyckie, nr 6), s. 253–257. ISBN 978-83-7481-278-8.